# Petr Lachnit (1967)
Petr Lachnit (* 24. července 1967, Praha) je český politik a advokát. V letech 2010 až 2014(?) byl členem zastupitelstva Prahy 5 za ČSSD, od roku 2014 za ANO 2011.
Od roku 2015 působí v dozorčí radě Pražské teplárenské a.s, v letech 2018 až 2019 působil v dozorčí radě PPF banky a.s.